# Redkivka, Cernihiv
Redkivka (în ucraineană Редьківка) este o comună în raionul Cernihiv, regiunea Cernihiv, Ucraina, formată numai din satul de reședință.

## Demografie
Componența lingvistică a comunei Redkivka
     Ucraineană (96,36%)
     Rusă (3,64%)
Conform recensământului din 2001, majoritatea populației comunei Redkivka era vorbitoare de ucraineană (96,36%), existând în minoritate și vorbitori de rusă (3,64%).